# Egypt Station
Egypt Station — семнадцатый сольный студийный альбом Пола Маккартни, вышел 7 сентября 2018 года на лейбле Capitol Records.
Egypt Station стал первым альбомом Маккартни с оригинальным материалом с 2013 года, после New.
20 июня 2018 года были выпущены два сингла (Сторона А) — «I Don’t Know» и «Come On To Me».

## Об альбоме
Egypt Station записывался в студиях Лос-Анджелеса, Лондона и Сассекса. Маккартни начал работать с продюсером Грегом Керстином после выхода альбома New в 2013 году и даже упоминал о их совместной работе, вплоть до анонсирования альбома Egypt Station 20 июня 2018 года.
По поводу темы и названия альбома Маккартни сказал:
Мне понравились слова „Egypt Station“. Это напомнило мне об „альбомных“ альбомах, которые мы делали раньше… Egypt Station начинается со станции на первой песне, и затем каждая песня — как другая станция. Так что это дало нам некую идею построить все песни вокруг этого. Я думаю об этом, как о фантастическом месте, из которого происходит музыка.
О композициях
Egypt Station содержит 16 треков.
Помимо «I Don’t Know» и «Come On To Me», в сообщении о пластинке[каком?] упоминается песни «Happy With You» («акустическая медитация о нынешней удовлетворенности»), «People Want Peace», открывающие и закрывающие инструментальные треки «Station I» и «Station II», а также 7-минутная композиция «Despite Repeated Warnings».
Пол также написал и записал три песни с Райаном Теддером:
композиции «Fuh You» и «Nothing for Free» были выпущены в альбоме, песня «Get Enough» тоже была написана с Теддером для альбома, но вместо этого была выпущена в новогоднюю ночь 2019 года как не альбомный сингл.
Песня «Back in Brazil» была записана на студии KLB в городе Сан-Паулу.
В июне 2018 года Маккартни принял участие в программе «Carpool Karaoke», в числе прочего исполнив новую песню «Come On to Me». 23 июля 2018 года Маккартни выступил с секретным концертом в студии Abbey Road, где исполнил четыре песни нового альбома, среди которых три неупомянутые ранее: «Confidante», «Who Cares» и «Fuh You».

## Отзывы критиков
Алексей Поликовский («Новая газета») и Владимир Михайлов («In Rock») дали альбому восторженную оценку. В схожем ключе высказался Дмитрий Кузьмин (Газета.ru), проведя ряд параллелей с альбомами Ram и Magical Mystery Tour. Лев Ганкин («ТАСС») отметил традиционное внимание Маккартни к музыкальным деталям и выделил примечательные тексты альбома, касающиеся и актуальной политической повестки («Despite Repeated Warnings»), и земной, приапической любви («Come On to Me»), и постепенного приближения конца («I Don’t Know»). Всеволод Баронин («Союз») охарактеризовал пластинку как «поп-рок высочайшей пробы» и «введение в творческое наследие Пола Маккартни для всякого и даже не только молодого слушателя, вне зависимости от его национальности и месторасположения на нашей планете».
Дмитрий Трушев (EatMusic) посчитал, что «если в 1970-е сэр Пол Маккартни отличался завидной плодотворностью, но никак не сфокусированным талантом, Маккартни в свои 76 лет является более методичным и дисциплинированным. Именно это можно прочитать между строк в Egypt Station, которая по своему исполнению ближе к взрывным Wings, нежели к „битловской“ строгости». Александр Морсин («Сноб») признал, что сэр Пол «сохранил почерк, десятилетиями гарантирующий ему узнаваемость и народную любовь» и поддержал утверждение The Guardian, что стиль автора — «фундаментальная составляющая ДНК поп-музыки»; в то же время он посчитал, что Маккартни, существующий одновременно как «бессмертный памятник, живой артист, музыкант позапрошлой эпохи и современный автор», теряется в лабиринтах времени и раз за разом попадает в ловушку ностальгии. Борис Барабанов («КоммерсантЪ») описал Egypt Station как «ослепительный музыкальный монумент с первосортным песенным материалом с чувством времени, утекающего сквозь пальцы» и призвал слушать его методом «binge-watch» то есть целиком.

## Список треков[15]
| №   | Название                     | Длительность |
| --- | ---------------------------- | ------------ |
| 1.  | «Opening Station»            | 0:42         |
| 2.  | «I Don't Know»               | 4:27         |
| 3.  | «Come On to Me»              | 4:11         |
| 4.  | «Happy with You»             | 3:34         |
| 5.  | «Who Cares»                  | 3:13         |
| 6.  | «Fuh You»                    | 3:23         |
| 7.  | «Confidante»                 | 3:04         |
| 8.  | «People Want Peace»          | 2:59         |
| 9.  | «Hand in Hand»               | 2:35         |
| 10. | «Dominoes»                   | 5:02         |
| 11. | «Back in Brazil»             | 3:21         |
| 12. | «Do It Now»                  | 3:17         |
| 13. | «Caesar Rock»                | 3:29         |
| 14. | «Despite Repeated Warnings»  | 6:58         |
| 15. | «Station II»                 | 0:46         |
| 16. | «Hunt You Down/Naked/C-Link» | 6:22         |

| №                   | Название            | Длительность |
| ------------------- | ------------------- | ------------ |
| 17.                 | «Get Started»       | 3:41         |
| 18.                 | «Nothing for Free»  | 3:15         |
| Общая длительность: | Общая длительность: | 64:22        |

| №                   | Название                                     | Автор(ы)                        | Длительность |
| ------------------- | -------------------------------------------- | ------------------------------- | ------------ |
| 1.                  | «Get Started»                                |                                 | 3:41         |
| 2.                  | «Nothing for Free»                           | McCartney, Tedder               | 3:15         |
| 3.                  | «Frank Sinatra's Party»                      |                                 | 2:44         |
| 4.                  | «Sixty Second Street»                        |                                 | 3:57         |
| 5.                  | «Who Cares» (full length)                    |                                 | 5:33         |
| 6.                  | «Get Enough»                                 | McCartney, Tedder, Zach Skelton | 2:58         |
| 7.                  | «Come On to Me» (live at Abbey Road Studios) |                                 | 4:19         |
| 8.                  | «Fuh You» (live at The Cavern Club)          |                                 | 3:35         |
| 9.                  | «Confidante» (live at LIPA)                  |                                 | 3:16         |
| 10.                 | «Who Cares» (live at Grand Central Station)  |                                 | 3:02         |
| Общая длительность: | Общая длительность:                          | Общая длительность:             | 36:20        |